# بیل مانتلو
بیل مانتلو (انگلیسی: Bill Mantlo؛ زادهٔ ۹ نوامبر ۱۹۵۱) یک نویسنده کمیک و وکیل اهل ایالات متحده آمریکا است.
وی بیشتر به خاطر همکاری‌هایش با انتشارات مارول کامیکس به‌خصوص در داستان‌های چون روم، راکت راکون، شنل و خنجر، هالک، مرد آهنی و پرواز آلفا شناخته می‌شود.
مانتلو که وکیل تسخیری بود، در سال ۱۹۹۲ مورد حمله قرار گرفت و تاکنون تحت مراقبت پزشکی است.